# Жан Ґоден
Жан Франсуа Еме Теофіл Філіп Ґоден або Жан Франсуа Еме Ґотліб Філіп Ґоден  (Jean François Aimé Théophile Philippe Gaudin) (18 березня 1766, Лонжіро, кантон Во — 14 липня 1833, Ньйон ) — швейцарський пастор, професор і ботанік. Він був автором монументальної Flora Helvetica в 7 томах.

## Вшанування
Рід однорічних злаків ламкотрав (Gaudinia) що належить до Poeae, був названий на його честь. 

## Зовнішні посилання
- Таксономія за темою Жан Ґоден у Віківидах
- Вікісховище має мультимедійні дані за темою: Жан Ґоден